# Hàng không năm 2003
Đây là danh sách các sự kiện hàng không nổi bật xảy ra trong năm 2003:

## Chuyến bay đầu tiên

### Tháng 3
- 6 tháng 3 - Bell/Agusta BA609
- 7 tháng 3 - HAL HJT-36.

### Tháng 5
- 20 tháng 5 - SpaceShipOne (chuyến bay đầu tiên không người lái)

### Tháng 7
- 28 tháng 7 - Adam A700 AdamJet
- 29 tháng 7 - SpaceShipOne (chuyến bay đầu tiên do người điều khiển)

### Tháng 8
- 1 tháng 8 - Chuyến bay siêu âm thành công đầu tiên của HAL Light Combat Aircraft's (LCA's), TD-1.
- 7 tháng 8 - SpaceShipOne (first free-flight)

### Tháng 12
- 17 tháng 12 - SpaceShipOne (chuyến bay đầu tiên có gắn động cơ)